# Barbara Ann Scott

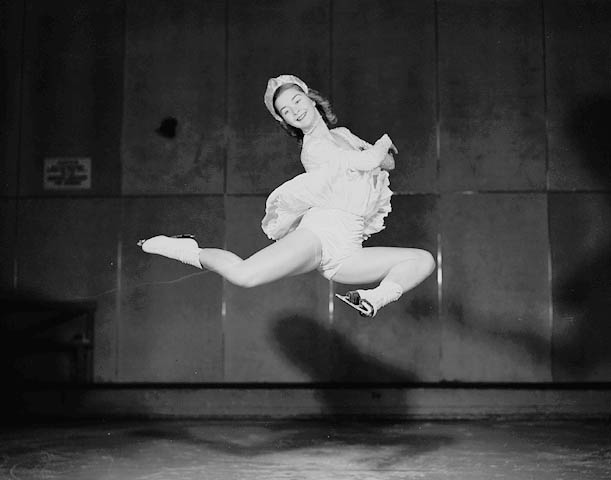
Barbara-Ann Scott (december 1947).

Barbara Ann Scott, född 9 maj 1928 i Ottawa, död 30 september 2012, var en kanadensisk konståkare.
Scott blev olympisk guldmedaljör i konståkning vid vinterspelen 1948 i Sankt Moritz.